# Entorn social
L'entorn social, anomenat també com a context social o ambient social, fa referència als llocs en els quals els individus es desenvolupen, tenint en compte les condicions de vida, treball, economia, nivell d'ingressos, nivell educatiu, etc., en relació als grups als quals pertany. L'entorn social d'un individu es condicionat per la cultura en la qual aquest va ser educat i aquesta afecta el mode de vida actual de l'individu, de manera que, l'entorn social fa referència a les persones, així com les institucions amb les quals l'individu interactua regularment.
Aquesta interacció es pot donar en l'àmbit personal (és a dir, de persona a persona) o a través dels mitjans de comunicació. Fins i tot, aquesta interacció pot donar-se anònimament i que aquesta no impliqui igualtat d'estatus social. Per tant, l'entorn social és un terme més ampli i complex que el concepte “classe social o cercle social”. Tanmateix, les persones amb el mateix ambient social, a part de desenvolupar un sentit de solidaritat, acostumen a ajudar-se els uns als altres, fet que afavoreix que aquests es concentrin en grups socials i urbans, dels quals hi ha prejudicis, atès que es pot pensar en els estils i patrons similars, sense tenir en compte les diferències.